# زین ۲۱۹۹۱
سیارک ۲۱۹۹۱ (به انگلیسی: 21991 Zane، نامگذاری:1999XM23) بیست و یک هزار و نهصد و نود و یکمین سیارک کشف شده‌است که در ۶ دسامبر ۱۹۹۹ کشف شد.
قدر مطلق سیارک برابر ۱۴.۸ است.